# Abrocoma shistacea
Espèce
Statut de conservation UICN

 LC  : Préoccupation mineure
Abrocoma shistacea (parfois orthographié schistacea[réf. souhaitée]) est une espèce de petits rongeurs de la famille des Abrocomidae dont les membres, originaires de la Cordillère des Andes, sont appelés des rats-chinchillas. L'espèce est endémique d'Argentine.
L'espèce a été décrite pour la première fois en 1921 par le mammalogiste anglais Michael Rogers Oldfield Thomas (1858-1929).